# Port Gore
Port Gore, en maori Te Anamāhanga, est une Baie des Marlborough Sounds, en Nouvelle-Zélande. Elle fait partie des baies « extérieures » de la région, car elle donne directement sur le détroit de Cook.

## Topographie et toponymie
La baie de Port Gore est située dans la partie externe des Marlborough Sounds, sur le détroit de Cook. Ouverte en direction du nord-est, elle est délimitée par le cap Jackson (en) au sud-est et par le cap Lambert (de) au nord-ouest. Elle mesure environ douze kilomètres de longueur pour six kilomètres de largeur entre les deux caps, deux kilomètres et demi au point le plus étroit et quatre kilomètres et demi en fond de baie.
Un groupe de rochers situé sur la rive sud-est de la baie porte le nom maori Te Ope-a-Kupe, c'est-à-dire « les pieds de Kupe ». En effet, toute la zone des Marlborough Sounds est marquée par la légende du navigateur mythique Kupe et par son combat contre la pieuvre géante Te Wheke-a-Muturangi.

## Géologie
Le séisme de 2016 à Kaikoura, bien qu'il n'ait occasionné aucun dégât direct dans la région, provoque des subsidences et des exhaussements locaux, dont l'amplitude varie suivant les lieux entre deux et dix centimètres. Il endommage également l'épave du MS Mikhail Lermontov, reposant sur le fond de Port Gore.

## Faune et flore
La baie, comme de nombreuses autres parties du littoral des Marlborough Sounds, accueille des fermes conchylicoles, notamment dans les anses de Pool Head, Gannet Point, Waimatete, Kaitangitata et Pig Bay.
La présence de ces fermes, implantées en 1992, pose question à certains résidents du littoral de Port Gore, ainsi qu'à l'Autorité unitaire de Marlborough, pour qui le caractère naturel du littoral est altéré par la présence des fermes. La collectivité appuie son argumentation sur le Resource Management Act de 1991 ainsi que sur la New Zealand Coastal Policy Statement de 2010. Le 12 octobre 2012, les propriétaires de fermes, déboutés en 2009 de leur demande de renouvellement de concession mytilicole, sont condamnés à verser des dommages et intérêts aux habitants plaignants.

## Le naufrage du Mikhail Lermontov
La baie, en particulier à proximité des deux caps, est connue pour ses conditions de navigation pouvant être difficiles, avec parfois des creux de deux mètres.
La baie de Port Gore est en particulier marquée par le naufrage du Mikhaïl Lermontov, navire soviétique reconverti en yacht de croisière, qui coule au milieu de la baie le 16 février 1986 après avoir heurté un récif au large du cap Jackson (en). Tous les passagers et la plus grande partie de l'équipage est évacuée, mais le naufrage fait cependant une victime, l'ingénieur Pavel Zaglyadimov,,.

Le naufrage du Mikhaïl Lermontov
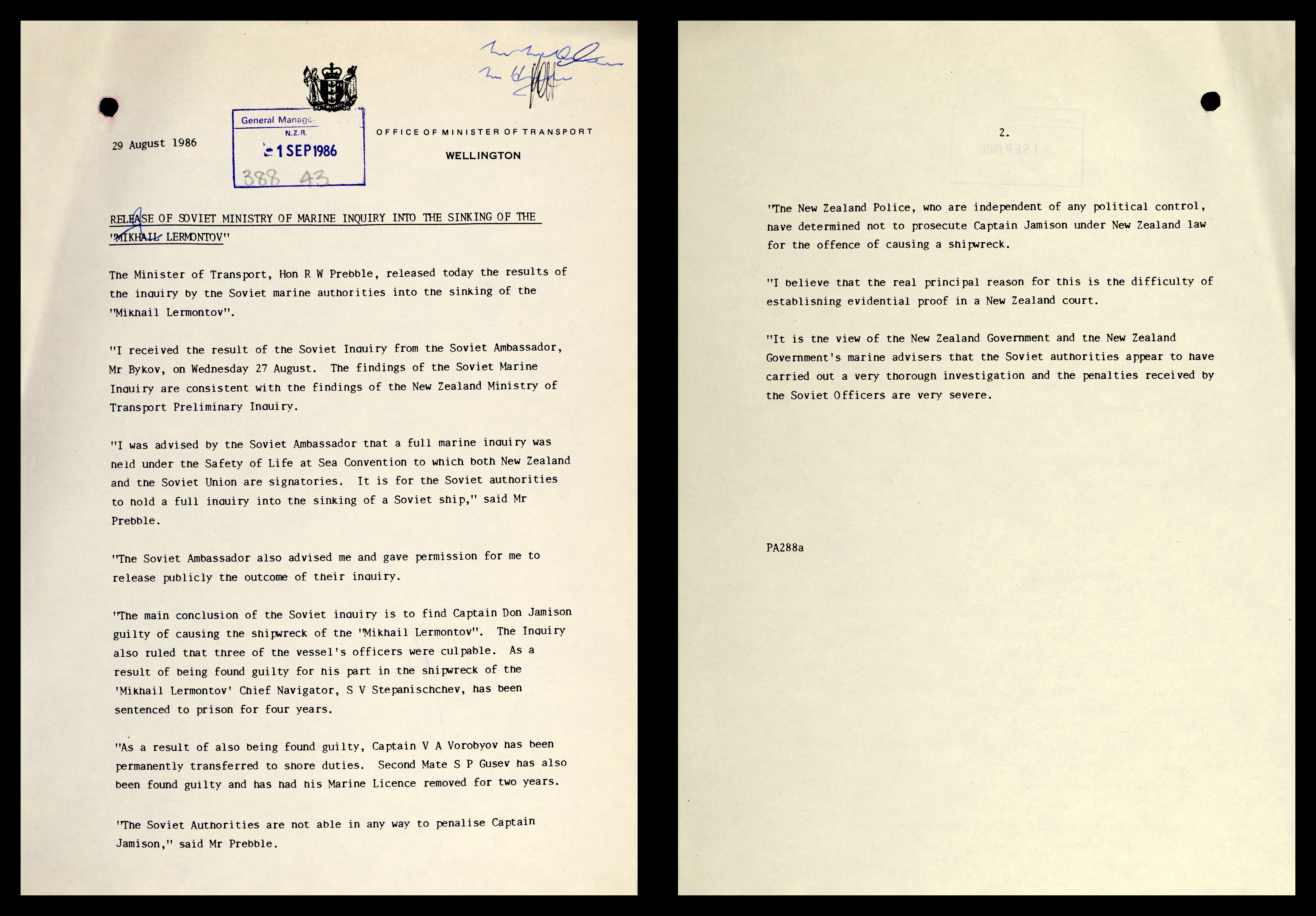
Rapport du Ministère des transports néo-zélandais sur le naufrage du navire.
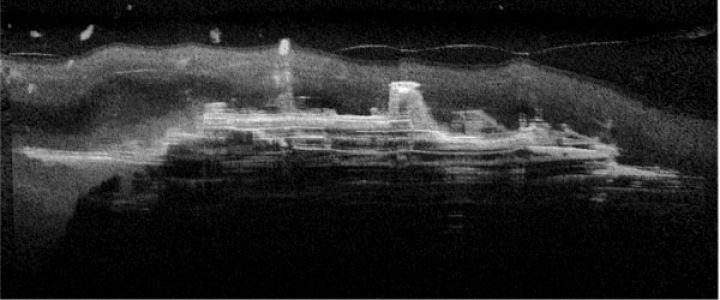
L'épave du Mikhaïl Lermontov au fond de la baie.

La présence de l'épave a considérablement accru l'intérêt touristique de la baie, désormais fortement fréquentée par les plongeurs qui s'en désintéressaient auparavant.